# Ingelheim am Rhein
Ingelheim am Rhein er en by i den tyske delstat Rheinland-Pfalz.
Kejser Karl den Store opførte et palads på stedet. Hans søn Ludvig den Fromme døde i nærheden af Ingelheim i 840. Den landflygtige danske konge Harald Klak blev døbt i byen i 826 tillige med sin dronning. I 826-827 var kong Harald kortvarigt tilbage i Danmark. Munken Ansgar, der senere blev kendt som Nordens apostel, deltog i Haralds rejse til Danmark.